# Curtius-lebontás
A Curtius-lebontás az elsőként Theodor Curtius által leírt szerves kémiai reakció, melynek közbenső lépései során egy savazid izocianáttá rendeződik át. A reakcióról több összefoglaló munkát publikáltak.
Az izocianát különböző nukleofilekkel fogható meg. A reakcióelegyhez gyakran vizet adnak, hogy az izocianát hidrolízisével amint kapjanak. Terc-butanol jelenlétében a reakció során Boc-csoporttal védett amin keletkezik, mely a szerves szintézisek értékes köztiterméke.
A karbonsavak (1) difenilfoszforil-aziddal (2) könnyen  savazidokká (3) alakíthatók.
A Curtius-lebontást benzil-alkohol jelenlétében végezve a fentihez hasonló módon Cbz-védőcsoportot tartalmazó amin keletkezik.

## Reakciómechanizmus
A Curtius-lebontás kétlépéses folyamatnak tekinthető, melynek az első lépése egy acil-nitrén (2) keletkezése és nitrogén kilépése, a második lépés pedig az acil-nitrén átrendeződése R csoport vándorlással, melynek során a kívánt izocianát (3) keletkezik. A jelenleg rendelkezésre álló bizonyítékok azt mutatják, hogy ez a két lépés valószínűleg koncertikus (azaz egyidőben megy végbe), és nem keletkezik szabad nitrén köztitemék.

## Kiterjesztés
A reakció egyik változata a Darapsky-lebontás (A. Darapsky, 1936), ennek közbensői lépései során α-cianoészter átrendeződésével aminosav keletkezik.

## Fordítás
Ez a szócikk részben vagy egészben  a   Curtius rearrangement című angol Wikipédia-szócikk ezen változatának fordításán alapul.  Az eredeti cikk szerkesztőit annak laptörténete sorolja fel. Ez a jelzés csupán a megfogalmazás eredetét és a szerzői jogokat jelzi, nem szolgál a cikkben szereplő információk forrásmegjelöléseként.